# Ingvar Svahn
Ingvar Svahn (ur. 22 maja 1938 roku, zm. 16 czerwca 2008 roku) – szwedzki piłkarz.
Svahn rozegrał ponad 200 spotkań w barwach Malmö FF. Trzykrotnie został mistrzem Szwecji. W 1967 roku został wybrany najlepszym piłkarzem w Szwecji.